# Eparchie bruselská a belgická
Eparchie Brusel a Belgie je eparchie ruské pravoslavné církve.

## Území a titul biskupa
Zahrnuje správní hranice území Belgie a Lucemburska.
Eparchiálnímu biskupovi náleží titul biskup bruselský a belgický.

## Historie
První ruským pravoslavným chrámem v Belgii byl chrám svatého Mikuláše Divotvorce, postavený roku 1862 v Bruselu při Imperiální ruské misii.
Po revoluci roku 1917 vznikaly díky ruským emigrantům další farnosti.
Dekretem patriarchy Tichona z 8. dubna 1921 se farnosti v Belgii dostaly pod jurisdikci arcibiskupa Jevlogije (Georgijevského).
Roku 1929 s příchodem biskupa Olexandra (Nemolovského) do Belgie se chrám svatého Mikuláše stal jeho hlavním chrámem. Biskup sjednotil ruské věřící, uznal metropolitu Jevlogije (Georgijevského) a následoval jeho rozhodnutí přejít pod jurisdikci Konstantinopolského patriarchátu.
Roku 1936 se Belgie stala vikariátem Prozatímního západoevropského patriarchátu v čele s metropolitou Jevlogijem. Dne 5. června 1937 belgický král Leopold III. uznal církevní strukturu a byl jí udělen status „instituce veřejné služby“.
Roku 1945 přešla eparchie zpět pod jurisdikci Moskevského patriarchátu.
Dne 27. října 1947 bylo dekretem belgického krále potvrzeno státní uznání eparchie a roku 1985 bylo pravoslaví oficiálně uznáno jako státní vyznání Belgického království.

## Seznam biskupů
- 1936–1940 Olexandr (Nemolovskyj)
  - 1940–1945 Nikon (de Greve) dočasný správce
- 1948–1960 Olexandr (Nemolovskyj)
- 1960–1985 Vasilij (Krivošein)
  - 1985–1987 Volodymyr (Sabodan) dočasný správce
- od 1987 Simon (Išunin)